# Província d'Agra
La província d'Agra fou una divisió administrativa de l'Imperi Mogol (una subah = província) una de les dotze unitats de la divisió original d'Akbar, la qual va agafar el nom de la ciutat d'Agra anomenada també Akbarabad.

## Història
L'obra històrica Ain-i-Akbari en dona diverses referències i diu que anava dels que després fou el districte de Gurgaon al districte de Cawnpore i del districte de Farrukhabad al Chanderi (al que fou el principat de Gwalior). La província va existir fins al final del segle xviii però localment van existir poder rajputs, jats, marathes i dels paixtus a Farrukhabad especialment als darrers cent anys.
La part oriental va passar als britànics el 1801 en part per cessió de nabab d'Oudh i en part per conquesta als marathes el 1803, i els territoris foren inclosos a la presidència de Bengala com a Províncies Cedides i Conquerides. Les Províncies del Nord-oest es van formar de fet el 1831 quan les Províncies Cedides i Conquerides foren separades de la presidència de Bengala. El 1833 es va crear en el seu lloc la presidència d'Agra, i es va nomenar un governador, però el 1835 es van cerar en el seu lloc les Províncies del Nord-oest que incloïen la mateixa àrea i el 1836 es va nomenar tinent governador. El nom de Províncies del Nord-oest fou canviat a Províncies Unides d'Agra i Oudh el 1904 i es va incorporar Oudh i part del Bundelkhand.